# آگوست ادیب پاشا
آگوست ادیب پاشا (۱۸۶۰–۱۲ ژوئیه ۱۹۲۶) سیاستمدار لبنانی و اولین نخست‌وزیر لبنان (۳۱ مه ۱۹۲۶ – ۵ مه ۱۹۲۷ و ۲۵ مارس ۱۹۳۰ – ۹ مارس ۱۹۳۲) در دورهٔ سرپرستی فرانسویان بود. او همچین در حکومت مصر مدیر حسابرسی‌ها بود. عن لبنان و أحواله الإقتصادیة، مذکرات، تقاریر عن المیزانیة و مالیة الدولة فی مصر ولبنان از آثار اوست.